# 慕尼黑酮
慕尼黑酮是一种介离子杂环芳香化合物，分子式为C3H3NO2。

## 合成和反应性
慕尼黑酮衍生物的首次製備由Lawson和Miles於1959年報告，通过用乙酸酐將2-吡啶酮-N-乙酸脱水环化製造。 慕尼黑酮的偶氮甲鹼鎓内盐的反应性，以及它们在吡咯的合成中与炔烃的反应，首次由罗尔夫·胡伊斯根等人发表。胡伊斯根小组随后对慕尼黑酮的化学性质、反应性和用途作出深入研究，以便合成许多其他產物。因此，慕尼黑酮類分子的发现通常归功于他们。虽然某些有取代基的慕尼黑酮在周圍条件下稳定且容易分离，但大部分都是不稳定的，包括母体慕尼黑酮本身。慕尼黑酮通常用作吡咯在加入炔烃後在原位的合成中的1,3-偶极环加成底物。